# 伊勢貞陸
伊勢 貞陸（いせ さだみち）は、室町時代中期から戦国時代の幕臣。伊勢貞宗の子。山城守護、政所執事を務めた。

## 生涯
文明18年（1486年）5月に山城守護に補任され、長享元年（1487年）11月に解任されたが、延徳2年（1490年）に父から家督と政所執事職を譲られ、11代将軍・足利義澄に仕えた。
明応2年（1493年）3月、山城守護に再任、翌3年（1494年）10月まで務めたが、貞陸が守護に任命された背景は、応仁の乱以降諸国からの収益が途絶えた幕府が山城の幕府領から伊勢氏を介して収益を獲得、新たな財源とする狙いがあったのではないかとされている。また、伊勢氏は被官の進藤氏と繋げて、山城国一揆と協調関係を結んでいたともいわれている。
山城守護在任中は古市澄胤を南山城の守護代に任じて山城国一揆を弾圧した。この出来事は細川政元に廃位されていた前将軍の足利義稙が上洛を図ったため、これを阻止するための幕府財源確保を強行したことに反発した国一揆を討伐したためであった。
明応3年（1494年）12月27日に足利義澄の元服が行われた際に、足利義満の先例に従って当時の政所執事である二階堂氏が政所執事の役を務めるべきだという説が起こり、貞陸は1日限定で二階堂尚行（政行の嫡男）に政所執事を譲った。
永正5年（1508年）、義稙が周防・長門の大内義興に擁立されて上洛、近江へ逃れた義澄には従わず引き続き政所執事を務め、永正18年（1521年）8月7日に死去、享年59。

## 人物
父の貞陸と同じく有職故実に精通しており、『常照愚草』『御成之次第』『嫁入記』『よめむかへの事』『産所之記』『簾中旧記』などの著作がある。